# Liste der Bodendenkmäler in Stadelhofen
Auf dieser Seite sind die Bodendenkmäler in der oberfränkischen Gemeinde Stadelhofen zusammengestellt. Diese Tabelle ist eine Teilliste der Liste der Bodendenkmäler in Bayern. Grundlage ist die Bayerische Denkmalliste, die auf Basis des Bayerischen Denkmalschutzgesetzes vom 1. Oktober 1973 erstmals erstellt wurde und seither durch das Bayerische Landesamt für Denkmalpflege geführt wird. Die folgenden Angaben ersetzen nicht die rechtsverbindliche Auskunft der Denkmalschutzbehörde.

## Bodendenkmäler der Gemeinde Stadelhofen

### Bodendenkmäler in der Gemarkung Hohenhäusling
| Lage                     | Objekt                                     | Akten-Nr.     | Bild |
| ------------------------ | ------------------------------------------ | ------------- | ---- |
| Hohenhäusling (Standort) | Grabhügel vorgeschichtlicher Zeitstellung. | D-4-6032-0120 |      |
| Hohenhäusling (Standort) | Grabhügel vorgeschichtlicher Zeitstellung. | D-4-6032-0121 |      |
| Hohenhäusling (Standort) | Grabhügel vorgeschichtlicher Zeitstellung. | D-4-6032-0127 |      |
| Hohenhäusling (Standort) | Grabhügel vorgeschichtlicher Zeitstellung. | D-4-6032-0128 |      |

### Bodendenkmäler in der Gemarkung Schederndorf
| Lage                    | Objekt                                     | Akten-Nr.     | Bild |
| ----------------------- | ------------------------------------------ | ------------- | ---- |
| Schederndorf (Standort) | Grabhügel vorgeschichtlicher Zeitstellung. | D-4-5932-0168 |      |
| Schederndorf (Standort) | Grabhügel vorgeschichtlicher Zeitstellung. | D-4-5932-0169 |      |
| Schederndorf (Standort) | Grabhügel vorgeschichtlicher Zeitstellung. | D-4-5932-0261 |      |
| Schederndorf (Standort) | Siedlung des Neolithikums.                 | D-4-6032-0215 |      |
| Schederndorf (Standort) | Grabhügel vorgeschichtlicher Zeitstellung. | D-4-6032-0256 |      |

### Bodendenkmäler in der Gemarkung Stadelhofen
| Lage                   | Objekt | Akten-Nr.     | Bild |
| ---------------------- | --- | ------------- | ---- |
| Stadelhofen (Standort) | Grabhügel vorgeschichtlicher Zeitstellung.                                                                                                 | D-4-5933-0115 |      |
| Stadelhofen (Standort) | Archäologische Befunde im Bereich der frühneuzeitlichen Katholischen Pfarrkirche St. Peter und Katharina von Stadelhofen mit älterem Kern. | D-4-5933-0171 |      |
| Stadelhofen (Standort) | Siedlung des Neolithikums, der Linearbandkeramik, der Hallstatt- und Latènezeit sowie vermutlich mittelalterlicher Burgstall.              | D-4-6033-0018 |      |
| Stadelhofen (Standort) | Abri mit jungneolithischen und vorgeschichtlichen Funden.                                                                                  | D-4-6033-0019 |      |
| Stadelhofen (Standort) | Verhüttungsplatz vor- und frühgeschichtlicher Zeitstellung.                                                                                | D-4-6033-0020 |      |
| Stadelhofen (Standort) | Gräber des 17. Jahrhunderts. | D-4-6033-0021 |      |
| Stadelhofen (Standort) | Höhle mit vorgeschichtlicher und mittelalterlicher Keramik.                                                                                | D-4-6033-0151 |      |
| Stadelhofen (Standort) | Vorgeschichtliche Siedlung. | D-4-6033-0157 |      |

### Bodendenkmäler in der Gemarkung Steinfeld
| Lage                 | Objekt | Akten-Nr.     | Bild |
| -------------------- | --- | ------------- | ---- |
| Steinfeld (Standort) | Grabhügel vorgeschichtlicher Zeitstellung. | D-4-6032-0080 |      |
| Steinfeld (Standort) | Abschnittsbefestigung vorgeschichtlicher Zeitstellung und Siedlung der Bronzezeit.                                                                                                | D-4-6032-0254 |      |
| Steinfeld (Standort) | Archäologische Befunde im Bereich der spätmittelalterlichen, in der frühen Neuzeit erweiterten Katholischen Pfarrkirche St. Martin von Steinfeld mit ehemals ummauertem Kirchhof. | D-4-6032-0271 |      |
| Steinfeld (Standort) | Untertägige Bauteile der frühneuzeitlichen Katholischen Wallfahrtskapelle zum Hl. Kreuz bei Steinfeld.                                                                            | D-4-6032-0272 |      |

### Bodendenkmäler in der Gemarkung Wölkendorf
| Lage                  | Objekt                                                        | Akten-Nr.     | Bild |
| --------------------- | ------------------------------------------------------------- | ------------- | ---- |
| Wölkendorf (Standort) | Grabhügel vorgeschichtlicher Zeitstellung.                    | D-4-5932-0166 |      |
| Wölkendorf (Standort) | Mittelalterlicher Turmhügel. Siehe auch: Turmhügel Wölkendorf | D-4-5933-0114 |      |
| Wölkendorf (Standort) | Siedlung vorgeschichtlicher Zeitstellung.                     | D-4-5933-0126 |      |
| Wölkendorf (Standort) | Siedlung der Urnenfelderzeit.                                 | D-4-5933-0145 |      |
| Wölkendorf (Standort) | Höhle mit Funden vorgeschichtlicher Zeitstellung.             | D-4-6033-0017 |      |